# Додонов, Иван Кузьмич
Ива́н Кузьми́ч Додо́нов (22.VI(5.VII).1900 — 1987) — советский историк, академик АН Узбекской ССР (1947), исполняющий обязанности директора Института истории АН СССР (1953).

## Биография
Иван Кузьмич Додонов родился 22 июня (5 июля) 1900 года.
- 1921 год — член Коммунистический партии.
- 1938—1951 гг. — на партийной и научно-преподавательской работе в Узбекской ССР.
  - 1947 год — академик АН Узбекской ССР.
- 1952 год — преподаёт в Московском университете и Московском историко-архивном институте.
- 1953 год — исполняющий обязанности директора Института истории АН СССР.

Иван Кузьмич Додонов скончался в 1987 году.

## Научные труды
- «Победа Октябрьской революции в Туркестане», Ташкент, 1958;
- «Очерки истории Коммунистической партии Туркестана», Ташкент, 1958 (соавтор);
- «Историография истории СССР с древнейших времен до Великой Октябрьской социалистической революции»[1], М., 1961 (соавтор).